# Lerbäckstjärnen, Medelpad
Lerbäckstjärnen är en sjö i Ånge kommun i Medelpad och ingår i Ljungans huvudavrinningsområde. Sjön har en area på 0,401 kvadratkilometer och ligger 251,2 meter över havet.

## Delavrinningsområde
Lerbäckstjärnen ingår i det delavrinningsområde (694193-153567) som SMHI kallar för Mynnar i Leringen. Medelhöjden är 304 meter över havet och ytan är 12,96 kvadratkilometer. Det finns inga avrinningsområden uppströms utan avrinningsområdet är högsta punkten. Vattendraget som avvattnar avrinningsområdet har biflödesordning 3, vilket innebär att vattnet flödar genom totalt 3 vattendrag innan det når havet efter 90 kilometer. Avrinningsområdet består mestadels av skog (85 procent). Avrinningsområdet har 0,37 kvadratkilometer vattenytor vilket ger det en sjöprocent på 2,9 procent.